# 迪特尔·托马
迪特尔·托马（德語：Dieter Thoma，1969年10月19日—），德国男子跳台滑雪运动员。他曾代表德国参加1988年、1992年、1994年和1998年冬季奥林匹克运动会跳台滑雪比赛，获得一枚金牌、一枚银牌和一枚铜牌。